# Соцко, Бартош
Бартош Сочко (пол. Bartosz Soćko; род. 10 ноября 1978, Пясечно) — польский шахматист, гроссмейстер (1999).
Победитель Кубка России (2012).
В составе национальной сборной участник 8-и олимпиад (2000—2014) и 8-и командных чемпионатов Европы (1999—2013). В 2013 году победил на международном шахматном турнире «Рижский технический университет Опен» в Риге.

## Изменения рейтинга
| Графики недоступны из-за технических проблем. См. информацию на Фабрикаторе и на mediawiki.org. |